# Rhagophthalmus flavus
Rhagophthalmus flavus är en skalbaggsart som beskrevs av Kawashima och Satô 2001. Rhagophthalmus flavus ingår i släktet Rhagophthalmus och familjen Rhagophthalmidae. Inga underarter finns listade i Catalogue of Life.